# San Saba (Texas)
San Saba is een plaats (town) in de Amerikaanse staat Texas, en valt bestuurlijk gezien onder San Saba County.

## Demografie
Bij de volkstelling in 2000 werd het aantal inwoners vastgesteld op 2637.
In 2006 is het aantal inwoners door het United States Census Bureau geschat op 2562, een daling van 75 (-2,8%).

## Geografie
Volgens het United States Census Bureau beslaat de plaats een oppervlakte van
4,7 km², geheel bestaande uit land. San Saba ligt op ongeveer 367 m boven zeeniveau.

## Plaatsen in de nabije omgeving
De onderstaande figuur toont nabijgelegen plaatsen in een straal van 44 km rond San Saba.

## Geboren
- Marion King Hubbert (1903-1989), geofysicus
- Tommy Lee Jones (1946), acteur